# 제스 딜런

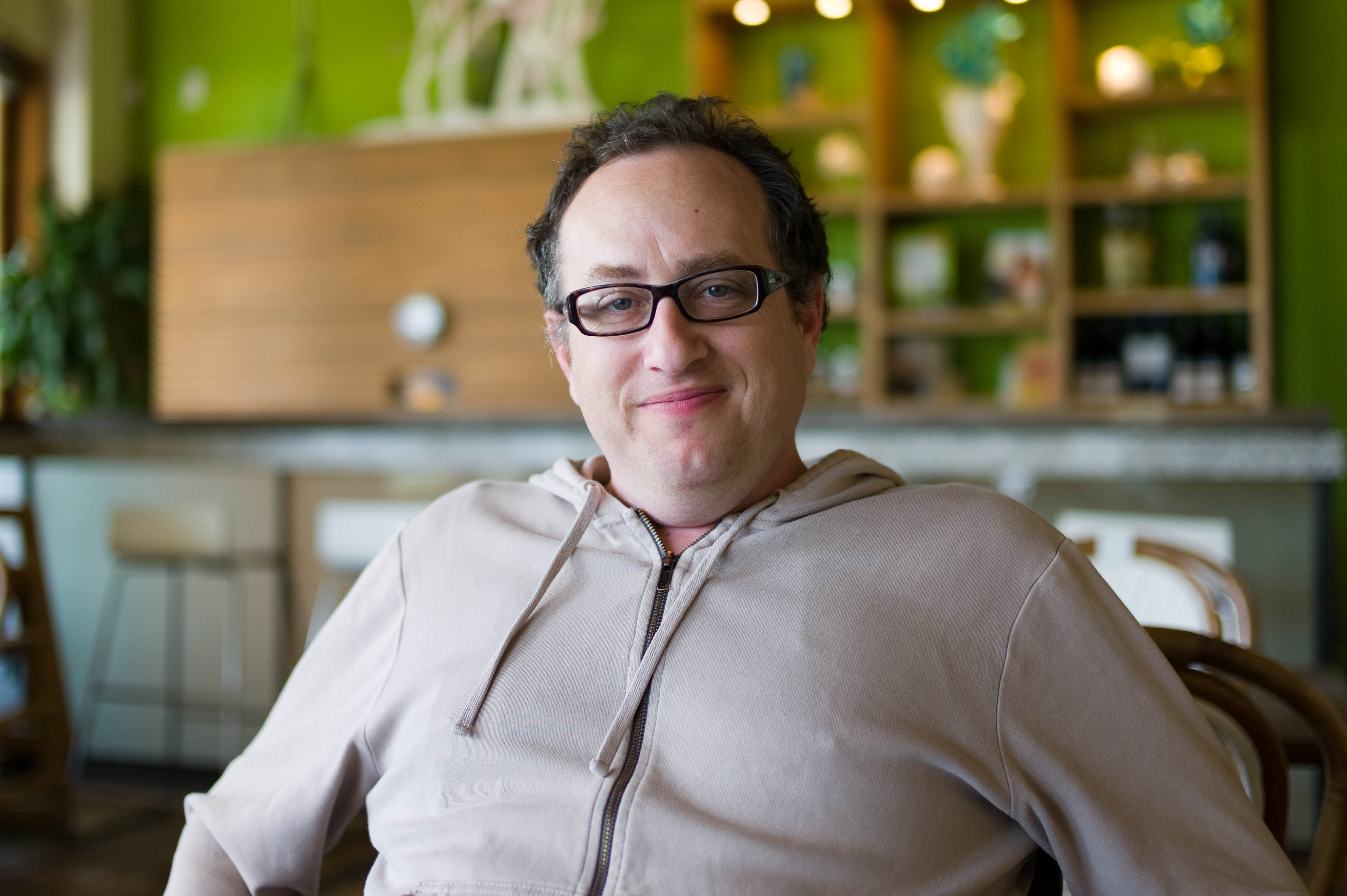

제시 바이런 딜런(Jesse Byron Dylan, 영어 발음: /ˈdʒesi/, 1966년 1월 6일 ~ )은 미국의 영화 감독이다. 비영리 단체의 하나인 미디어 제작사 Wondros and Lybba를 설립한 인물이다. 외교협회, TED의 일원이기도 하다. 음악가 밥 딜런의 아들이다.

## 생애
뉴욕에서 태어나 음악가 밥 딜런의 맏아들로 자랐다. 부모는 유대인 가정 출신이다. 뉴욕 대학교에서 영화학부를 전공했다.
수전 트레일러와 혼인하여 2명의 자식이 있다.

## 연출 작품
- 하우 하이 (2001)
- 아메리칸 파이 3: 아메리칸 웨딩 (2003)